# Arvid Knöppel
Johan Arvid Konstantin (Arvid) Knöppel (Stockholm, 7 maart 1867 - Bad Nauheim (Duitsland), 8 maart 1925) was een Zweeds schutter.

## Carrière
Knöppel won tijdens de Olympische Spelen van 1908 in het Britse Londen de gouden medaille met het Zweedse team op het onderdeel lopend hert enkelschot. Zijn zoon nam deel aan de Kunstwedstrijden op de Olympische Zomerspelen 1932.

### Olympische Zomerspelen
| Jaar | Plaats | Resultaten                   |
| ---- | ------ | ---------------------------- |
| 1908 | Londen | Lopend hert, enkelschot team |